# Rosalie Emslie
Rosalie Emslie (Londres, 26 de enero de 1891-1977) fue una artista británica conocida por sus pinturas de paisajes y retratos. 

## Biografía
Emslie nació en Londres en una familia de artistas. Su abuelo fue el grabador John Emslie, mientras que su padre fue el artista Alfred Edward Emslie y su madre fue la pintora de miniaturas Rosalie M. Emslie. Aunque nació en Londres, la casa familiar estaba en la calle Poland en Westminster, por un tiempo, desde 1901, vivió en Otford, Kent, con su madre y su tía.
Recibió educación privada antes de asistir a las Escuelas de la Royal Academy entre 1913 y 1918. Continuó sus estudios en España, Italia y Francia.
Expuso regularmente en la Royal Academy y con el New English Art Club y la Society of Women Artists. Fue elegida miembro de la Royal Society of British Artists en 1922. Emslie también expuso en América e Italia. Durante un tiempo vivió en Petersfield en Hampshire y luego en Reigate con la artista Florence May Asher.